# تاج (سن)

1. السن 2. مينا 3. العاج 4. اللب
5. جوف السن
6. لب الجذر
7. ملاط
8. تاج
9. شُرْفة أو نتوء أو حدبة الإطباق
10. أُُخدود (ثلم صغير)
11. عنق السن (مَوصِلٌ مِلاَطِيٌّ مينائِيّ)
12. الجذر
13. منفرق الجذر
14. قمة أو رأس الجذر
15. ثقبة قمية
16. اللثة التلم
17. دواعم
18. اللثة:
19. المسافة الحرة أو بين الأسنان
20. الهامشية
21. السنخية
22. الرباط اللثوي
23. العظم السنخي
24. الأوعية والأعصاب:
25. الأسنان
26. اللثة
27. القناة عبر السنخ

في طب الأسنان، يشير مصطلح التاج (بالإنجليزية: crown)‏ إلى منطقة تشريحية في الأسنان، وعادة ما تكون مغطاة بالمينا "enamel".
التاج عادة ما يكون مرئيًا في الفم بعد التطور أسفل اللثة ثم بزوغه في مكانه.
إذا تعرض جزء من السن للكسر أو التشَظِّي، فيمكن لطبيب الأسنان وضع تاج صناعي. تُستخدم التيجان بشكل شائع لتغطية السن التالف بالكامل أو تغطية الغرسة. تُستخدم الجسور أيضًا لملءِ المكان في حالة فقد سن أو أكثر،وتُلصق بالأسنان الطبيعية أو بالغرسات المحيطة بالمكان الذي وُجِد فيه السن سابقاً.
هناك العديد من المواد التي يمكن استخدامها بما في ذلك نوع من الملاط أو الفولاذ المقاوم للصدأ. تبدو التيجان الملاطية مثل الأسنان العادية؛ بينما التيجان المصنوعة من الفولاذ المقاوم للصدأ تكون فضية أو ذهبية.